# Érvelésrekonstrukció
Az érvelés, azaz a következtetés az állítások strukturált csoportja, a premisszák (alapvetések) és konklúziók (megállapítások) együttese.  
A szöveg konklúziója nem más, mint a bizonyítandó tétel, aminek az igazságtartalmáról meg akarja győzni a befogadót, illetve ebből következik a többi állítás is. A premisszák, vagyis az érvek alátámasztják, indokolják, bizonyítják a konklúziót. 

## Az  állítások
Az állítások csak egy igazságértéket vehetnek fel (igaz vagy hamis). A megformált szövegek logikailag nem vizsgálhatók közvetlenül. Ennek előfeltétele az alapos megfigyelés és a premissza-konklúzió kapcsolatok pontos azonosítása. Továbbá a logikai szerkezetek feltárásához a beszélők összes elköteleződése felhasználható.
1. A beszélők által kimondott állítások.
2. A kimondott állítások közvetlen logikai következményei.
3. A kimondott állítások logikai előfeltevései.
4. A beszélők által végrehajtott beszédaktusok és azok sikerfeltételei.
5. A vita pragmatikai szabályaiból, a beszélő által kimondottakból és a helyzetből adódó pragmatikai következtetések.

## Az érvelésrekonstrukció lépései
Ezen információk alapján lehet rekonstruálni a szövegek érvrendszerét, érvelési térkép rajzolható.
1.	Az első lépés a szöveg átfogalmazása, melynek segítségével könnyebben megérthetjük, átláthatjuk a gondolatmenetet.
2.	Ezután a konklúzió(k) felismerése következik, ebben a folyamatban segítenek a konklúziójelzők. Például: tehát; következésképpen; ennek megfelelően; azt kapjuk, hogy… ; a fentiekből folyik; ezért; innen adódik;  arra jutunk, hogy… ;  mindezek után világos, hogy… ; az előbbiek alapján látható, hogy …; így; ebből. Egy szövegnek több konklúziója is lehet. Rendszerint a konklúziójelzőknél és/vagy az argumentatív performatív kifejezéseknél álló szövegrész(ek) az érvelés konklúziója. 
3.	A premisszák feltárása a következő lépés. A szövegben a premisszákat a konklúzióhoz fűződő logikai kapcsolatuk alapján lehet azonosítani. A premisszajelzők ebben az esetben is segítenek az azonosításban. Például: minthogy; mert; látva, hogy… ; amennyiben; jelzi az is, hogy… ; annak következtében, hogy…
4.	A premissza-konklúziószerkezet kiemeléséhez érdemes átfogalmazni a szöveget, így logikai szempontból világossá tesszük a tartalmat. 
5.	Az implicit, ki nem mondott állítások feltárása szükséges a megnyilatkozás teljes információtartalmának megismeréséhez. 
6.	A fenti lépések után következik az érvelésszerkezet rekonstrukciója. A részérvelések premissza-konklúzió szerkezeteit feltárjuk és felépítjük a gondolatmenet egészét. Összetett érvelésnek nevezzük azokat az érveléseket, ahol a következtetések láncszerűen egymásba kapcsolódnak, az egymásba kapcsolódó részeket pedig részérvelésnek. 
7.	Az utolsó lépés az érvelés értékelése, ekkor érdemes visszatérni az eredeti szöveghez és ellenőrizni az eredeti szöveggel összevetni a rekonstrukciót. Erősség szempontjából megvizsgálni, hogy következik-e a premisszákból a konklúzió (gyenge vagy erős). Az premisszák felvett igazságértékét is meg kell állapítani.